# 파트리시아 레예스 스핀돌라
파트리시아 레예스 스핀돌라(Patricia Reyes Spíndola, 1953년 7월 11일 ~ )는 멕시코의 배우, 감독, 프로듀서이다. 아리엘상 여우주연상 2회(1986, 96) 수상자이다.

## 출연 작품
- 트리핑-스루 케타 (2018)
- 암울한 거리 (2015)
- 치코그랜데 (2010)
- 라 로사 데 구아달루페 (2008)
- 저스트 워킹 (2008)
- 나쁜 버릇 (2007)
- 욕망의 처녀 (2002)
- 프리다 (2002)
- 남자들의 파멸 (2000)
- 그것은 인생 (2000)
- 비포 나잇 폴스 (2000)
- 대령에게는 편지가 오지 않는다 (1999)
- 놀라운 복음 (1998)
- 짙은 선홍색 (1996)
- 밤의 여왕(영어판) (1994)
- 항구의 여인 (1992)